# Трофимов, Анатолий Михайлович
Анато́лий Миха́йлович Трофи́мов (22 июля 1937 — 10 мая 2011) — доктор географических наук (1979), профессор (1980).
В 1961 окончил физико-географический факультет Казанского государственного университета, с того же года стал преподавателем университета. С 1978 — заведующий кафедрой экономической географии и регионального анализа КГУ.
Преподавал дисциплины:
- Концептуальные основы моделирования в географии
- Пространственный анализ
- Эколого-экономические системы.

Его программы по моделированию в географии переведены в США, использованы в Германии, Венгрии, Польше, во всех странах СНГ при чтении лекций.
Научные исследования — в области геоситуационного анализа в географии; пространственного моделирования устойчивых, неустойчивых областей и зон риска; нелинейных и диссипативных структур в географии; функционального прогноза. Опубликовал 1014 работ, в том числе 107 — учебно-методических.
Под его руководством защищены 29 кандидатских и 3 докторских диссертации.

## Награды и признание
- Заслуженный деятель науки РТ (1987), Российской Федерации (1998)
- Академик Международной академии информатизации (1994)
- Академик Международной академии наук Евразии (1998)
- Академик Российской экологической академии (1994), Президент Татарстанского отделения Российской экологической академии (1996)
- Академик Российской академии гуманитарных наук (1996)
- Президент Татарстанского филиала Русского географического общества (1977)
- Член-корреспондент Международной комиссии по моделированию геосистем при Международном географическом союзе (1984)
- Почётный диплом Всесоюзного географического общества за цикл работ по моделированию в географии (1973)
- Почётный диплом Министерства высшего образования СССР за научные достижения (1977)
- Почётная грамота Минвуза СССР за успешное руководство студенческими научными работами (1973, 1985)
- Диплом первой степени Казанского госуниверситета за лучшую научно-исследовательскую работу (1975, 1977)
- Лауреат стипендии гособразования (1994, 1997)
- Биография как выдающегося учёного помещена в Британской энциклопедии (1995, 1996, 1998).[источник?]
- Человек года (1996, 1998) — библиографический институт США.

## Избранные труды
Источник — электронные каталоги РНБ
- Аношко В. С., Трофимов А. М., Широков В. М. Основы географического прогнозирования: [Учеб. пособие для геогр. фак. ун-тов]. — Минск: Вышэйшая школа, 1985. — 239 с. — 1500 экз.
- Воронин В. В., Трофимов А. М., Шарыгин М. Д. Социально-экономическая география (современные категории науки). — Самара: Изд-во Самар. гос. экон. акад., 2001. — 216 с. — 500 экз. — ISBN 5-230-16649-5.
- Голиков А. П., Черванев И. Г., Трофимов А. М. Математические методы в географии: [Учеб. пособие для геогр. спец. вузов]. — Харьков: Вища школа; Изд-во при Харьк. гос. ун-те, 1986. — 143 с. — 2000 экз.
- Петров Б. Г., Власов В. А., Трофимов А. М., Газеев Н. Х., Мишина О. В., Петрова Р. С., Тохтасьева Н. В., Урбанова О. Н., Шагимарданов Р. А., Щеповских А. И. Карта «Республика Татарстан. Предрасположенность территории к проявлению неблагоприятных ситуаций (природных и техногенных)» / ФГУП ПКО «Картография». — М., 2002.
- Прогнозирование в экономической географии: (Учеб. пособие) / Сост.: А. М. Трофимов и др. — Казань: Изд-во Казан. ун-та, 1990. — 101 с. — 2000 экз. — ISBN 5-7464-0203-6.
- Трофимов А. М., Солодухо Н.М. Вопросы методологии современной географии: Учеб. пособие. — Казань: Изд-во Казан. ун-та, 1986. — 83 с. — 900 экз.
- Трофимов А. М. Геоинформационные системы и проблемы управления окружающей средой. — Казань: Изд-во Казан. ун-та, 1984. — 142 с. — 534 экз.
- Trofimov A. Geopolitical Conception of the Republic of Tatarstan (англ.) // AESOP. Local Planning in a Global Environment. Conf. July, 25-28, 1996. Toronto. Canada / Conference Abstracts. Ryerson Polytechnic University. — Toronto, 1996.
- Trofimov A. Envir. and Quality of Life in Central Europe: Problems of Transition (англ.) // 1994. I GU RC Proceedings. Compact-Disk. D.4.1. Faculty of Science. Charles University. The Geographic Aspect of Catastrophes. — Praha, 1995. — P. 1–6.
- Трофимов А. М. Математические методы в физической географии: (Объективные способы выделения районов): Учеб. пособие. — Казань: Изд-во Казан. ун-та, 1977. — 112 с. — 500 экз.
- Трофимов А. М., Московкин В.М. Математическое моделирование в геоморфологии склонов. — Казань: Изд-во Казан. ун-та, 1983. — 218 с. — 680 экз.
- Трофимов А. М. Районирование. Математика. ЭВМ: Учеб. пособие. — Казань: Изд-во Казан. ун-та, 1992. — Т. 1. — 133 с. — 1000 экз. || . — 1993. — Т. 2. — 102 с. — 1000 экз.
- Трофимов А. М. Теоретические основы аналитического изучения склонов: (На примере осыпных и делювиальных): Автореф. дис. … д-ра геогр. наук. — М., 1977. — 42 с.
- Трофимов А. М. Экономико-географическое прогнозирование: Учеб. пособие по спецкурсу. — Пермь: ПГУ, 1988. — 80 с. — 700 экз.
- Трофимов А. М., Биктимиров Н. М., Гайсин Р. И. Статистические методы в социально- экономической географии: учеб. пособие. — Казань: ТГГПУ, 2009. — 134 с. — 100 экз. — ISBN 978-5-87730-450-5.
- Трофимов А. М., Заботин Я. И., Панасюк М. В., Рубцов В. А. Количественные методы районирования и классификации. — Казань: Изд-во Казан. ун-та, 1985. — 119 с. — 600 экз.
- Трофимов А. М., Игонин Е. И. Концептуальные основы моделирования в географии: (Развитие осн. идей и путей математизации и формализации в географии). — Казань: Матбугат йорты, 2001. — 339 с. — 1500 экз. — ISBN 5-89120-188-7.
- Trofimov F. M., Kashbrasiev R. V. Conception of Social-economical situarions (on the example of the Tatarstan Republic) (англ.) // Regional Sci. Assoc. Int. European Regional Science Assoc.: 39th European Congress. Aug., 23-27, 1999, Dublin, Ireland : CD ROM «ERSA99». — P. papers: a413 pdt. — 13 p..
- Трофимов А. М., Панасюк М. В., Рубцов В. А. Использование ЭВМ при районировании территории: (Методы автомат. районирования). — Казань: Изд-во Казан. ун-та, 1985. — 72 с. — 500 экз.
- Трофимов А. М., Петрова Р. С. Социальная экология и регионология (географический аспект) // География и регион: IX. Природопользование и экологический мониторинг: Матер. междунар. науч.-практ. конф. — Пермь: изд-во ун-та, 2002. — С. 83–86.
- Трофимов А. М., Рубцов В. А. Региональный геоэкологический анализ. — Казань: Меддок, 2005. — 230 с. — 100 экз. — ISBN 5-9716-0006-0.
- Трофимов А. М., Рубцов В. А., Ермолаев О. П. Региональный геоэкологический анализ: [учеб. пособие]. — Казань: Бриг, 2009. — 260 с. — 300 экз. — ISBN 978-5-98946-027-4.
- Трофимов А. М., Рубцов В. А., Комарова В. Н. Современные проблемы общественной географии: учеб. пособие. — Казань: Отечество, 2009. — 271 с. — 100 экз. — ISBN 978-5-9222-0294-7.
- Трофимов А. М., Степин А. Г. Нина Ивановна Блажко, 1915-1982. — Казань: Изд-во Казан. ун-та, 2001. — 10 с. — (Выдающиеся учёные Казанского университета). — 350 экз. — ISBN 5-7464-1007-1.
- Trofimov A. M., Shagimardanov R. A., Petrova R. S. Base and Technologues for Construction of Special Ecological Situational Maps for Governing Aims (англ.) // Water: ecology and technology / The 4th Intern. Congress ECWA-TECH-2000. Moskow: 30 May — 2 June, 2000. Abstracts. — М., 2000. — P. 510.
- Trofimov A. M., Shagimardanov R. A., Petrova R. S. Development of Complex Maps for the Ecologo-Geographical Atlas of the Tatarstan Republic (Russia) (англ.) // 29th IGC 14-18 Aug. 2000. Seoul. Korea. Abstracts. — Korea, 2000. — P. 567–568.
- Trofimov A. M., Shagimardanov R. А., Petrova R. S. Dynamic Spatial Models in a «Washed-out» Situation (англ.) // Spatial Analysis and Environmental Processes. Univ. of Lisbon, 28th — 29th August, 1998 / IGU. CMGS Conference. — Lisbon, 1998. — P. 32.
- Трофимов А. М., Шарыгин М. Д. Общая география: (вопросы теории и методологии): монография. — Пермь: ред.-изд. отдел Пермского гос. ун-та, 2007. — 490 с. — 350 экз. — ISBN 5-7944-0824-3.